# Salpicão de Barroso-Montalegre
O Salpicão de Barroso-Montalegre IGP é um produto de origem portuguesa com Indicação Geográfica Protegida pela União Europeia (UE) desde 16 de fevereiro de 2007.

## Agrupamento gestor
O agrupamento gestor da indicação geográfica protegida "Salpicão de Barroso-Montalegre" é a Cooperativa Agrícola dos Produtores de Batata para Semente de Montalegre, CRL..